# Caffettiera

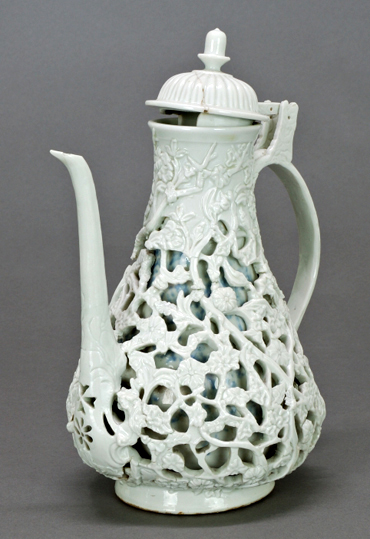
Caffettiera a doppia parete. Ginori a Doccia, metà del XVIII secolo. Museo internazionale delle ceramiche in Faenza.

La caffettiera o semplicemente macchina del caffè è sia l'attrezzo con cui si prepara il caffè sia il recipiente adatto a servirlo. Per la preparazione del caffè esistono tipologie differenti di caffettiere, a seconda che il caffè sia espresso, infuso o filtrato.

## Caffè per bollitura nell'ibriq
È il metodo originario, tuttora in uso presso i paesi arabi. Il caffè che ne deriva ha un gusto forte e viene detto "caffè arabo" o "caffè turco".
Questo tipo di caffè viene preparato in una caffettiera apposita, detta ibriq o ibrik. L'ibrik è un pentolino alto e stretto in rame variamente decorato, provvisto di un lungo manico, in cui si mettono due parti di caffè, una di zucchero e circa una dozzina di acqua.
Si mescola, si pone sul fuoco e si porta ad ebollizione. Si leva quindi l'Ibrik dal fuoco e si lascia freddare. L'operazione viene ripetuta 3 volte, infine si lascia sedimentare la polvere, si scalda il caffè e si beve. Talvolta vengono aggiunti aromi, come il cardamomo.

## Caffè per infusione
È molto diffuso come metodo e prevede di portare ad ebollizione l'acqua, quindi versarla sul caffè, ridotto in polvere più o meno fine. Vengono usate caffettiere diverse, che sono quasi sempre dotate di filtro.

### Caffettiera a stantuffo
Molto diffusa è la caffettiera a stantuffo o coffee plunger, che si ritiene essere stata inventata attorno al 1933.
La caffettiera a stantuffo consiste in un contenitore in vetro in cui si versa la polvere di caffè e l'acqua bollente, lasciando in infusione per il tempo desiderato. Attaccato al coperchio dell'apparecchio, si trova uno stantuffo che termina in un filtro circolare. Si raccoglie lo stantuffo verso l'alto, e si preme delicatamente verso il basso. Nel movimento il filtro raccoglie la polvere di caffè, lasciando solo l'infuso, che verrà versato dal beccuccio dell'apparecchio.

### Caffettiera a filtro

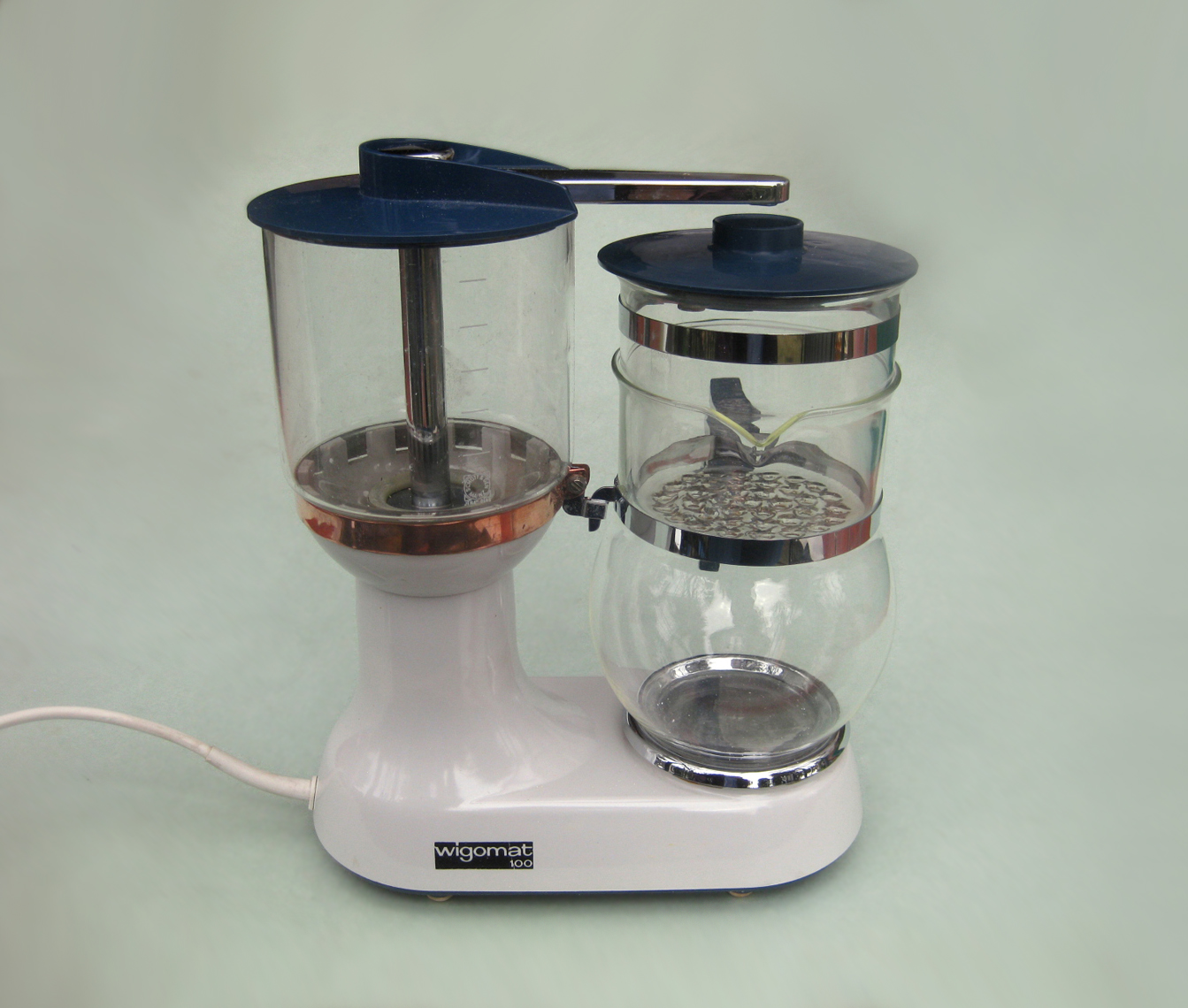
La prima caffettiera a filtro, "Wigomat" (Germania, 1954)

La caffettiera a filtro, molto diffusa in Germania e Stati Uniti, è una macchina per infusione, che può venire usata tanto per il tè, quanto per il caffè. Può essere manuale o elettrica, ma quest'ultima è più diffusa. Molto semplicemente, prevede di far bollire l'acqua e versarla sopra un filtro, solitamente in carta, che contiene il caffè in polvere. L'infuso è immediatamente raccolto in una caraffa o tazza ed è pronto da bere. Il caffè così ottenuto è detto "caffè all'americana". Fu inventata nel 1806 da Benjamin Thompson.

## Caffettiera espresso

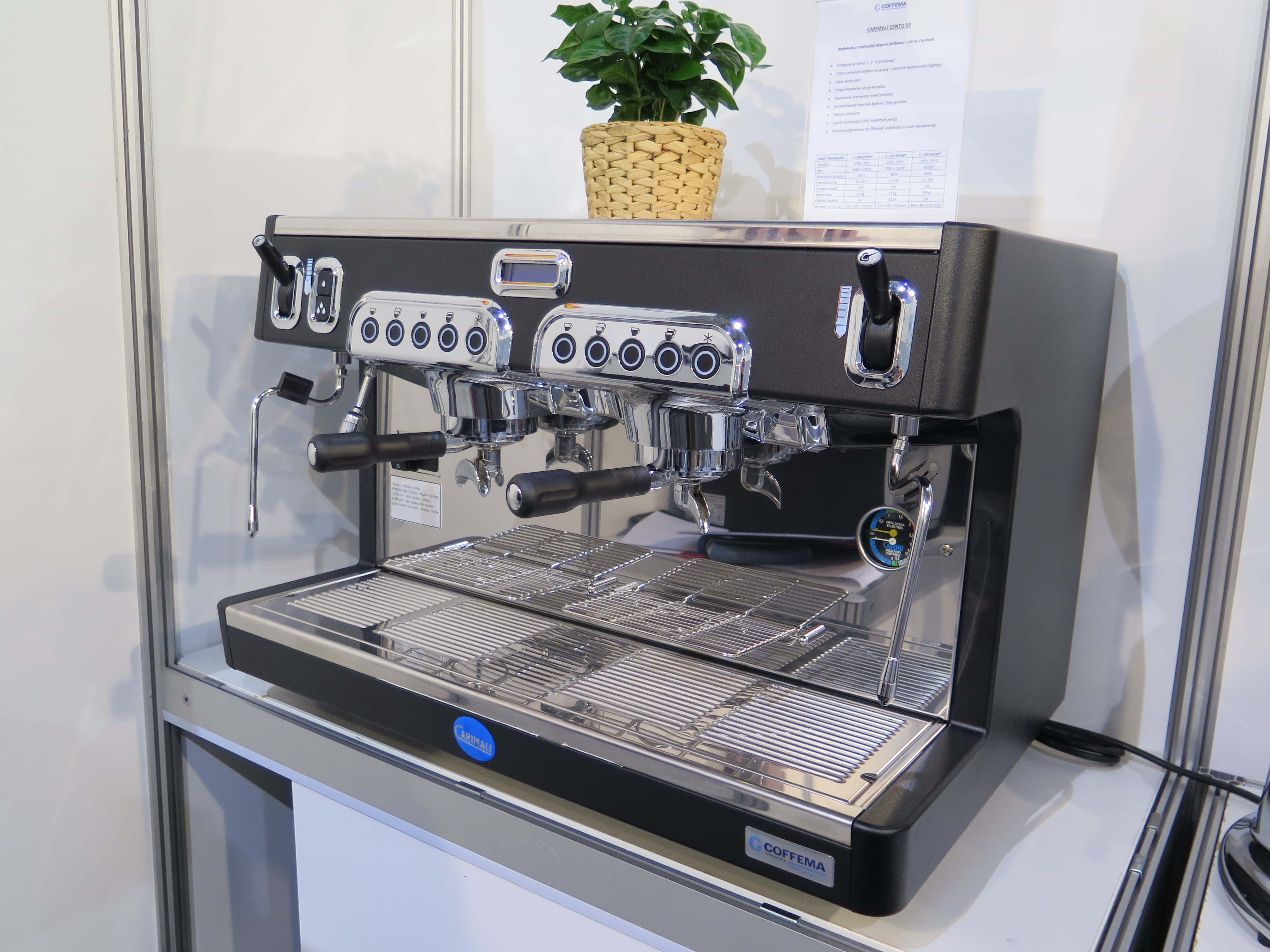
Macchina professionale per il caffè espresso a quattro tazzine

Con "caffettiera espresso" si intende propriamente la macchina per caffè in dotazione ai bar. Nelle macchine per espresso, l'acqua viene riscaldata fino a 85-90 °C alla pressione di circa 9 bar (900 kPa). Successivamente viene fatta passare attraverso un sistema di serpentine sino ad attraversare il contenitore dove è alloggiata la polvere di caffè (circa 7 g) torrefatto.
Alcuni interpretano il termine "espresso" nel senso di "veloce", altri nel senso etimologico "premuto fuori" in quanto il processo avviene sotto pressione.
In ogni caso, il risultato che si vuole ottenere con l'espresso è un caffè altamente concentrato, dal quale siano stati estratti tutti gli aromi e i profumi, che si concentrano nella parte cremosa, chiara e dorata, che si trova sulla cima dell'infuso.
Poiché quello del caffè espresso è un processo in certa misura "violento", sapori sgradevoli determinati da scarsa pulizia o bruciatura di parti in gomma si comunicano immediatamente al caffè, rovinandolo irrimediabilmente.
Pertanto il caffè espresso richiede che la macchina abbia una regolare manutenzione sia in termini di igiene, sia in termini di parti soggette ad usura, come i filtri e le guarnizioni.
Il caffè espresso, oggi diffuso in tutto il mondo, è nato a Torino nel 1884, quando Angelo Moriondo, in un chiosco dell'Esposizione Generale, faceva servire caffè fatto all'istante con una macchina di sua invenzione (brevetto n. 33/256 del 16/5/1884). Durante i primi del Novecento, Luigi Bezzera perfezionò la macchina e ne brevettò le innovazioni apportate. Il brevetto di Bezzera venne acquistato da Desiderio Pavoni che nel 1905 fondò la ditta La Pavoni e iniziò la produzione in serie (una al giorno) in una piccola officina di via Parini a Milano.
La diffusione mondiale della macchina per espresso avvenne soprattutto per merito del torinese Pier Teresio Arduino e della sua ditta, la Victoria Arduino. Fu poi Achille Gaggia che nel 1947 introdusse il "gruppo a leva", permettendo l'ottenimento della "crema caffè".
Il metodo di preparazione della bevanda viene utilizzato anche nei distributori automatici di cui l'Italia è un grande produttore ed esportatore.

## La moka classica

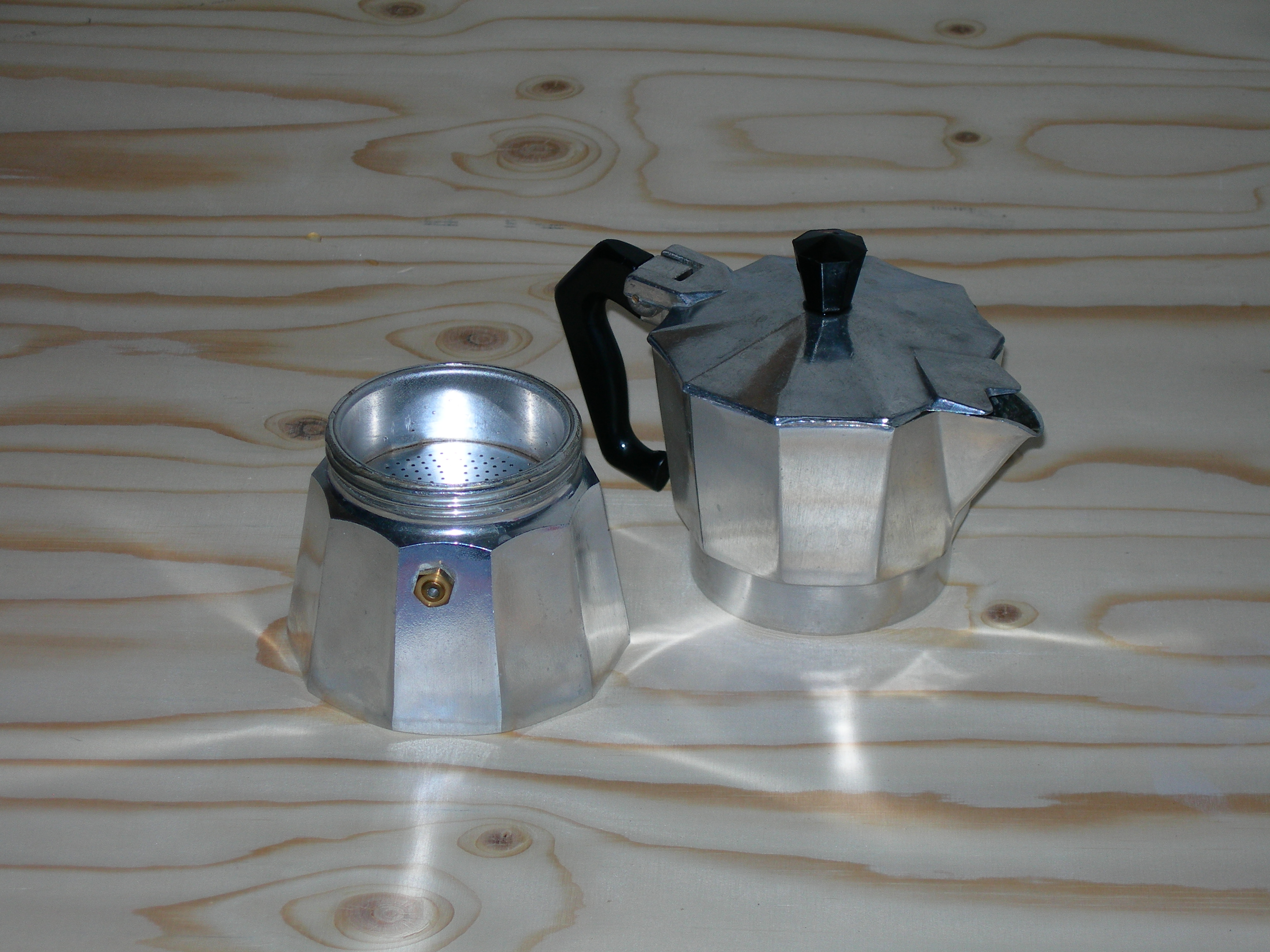
Caffettiera moka

La caffettiera moka per caffè è un piccolo apparecchio che serve a fare il caffè in casa, estremamente diffuso in quasi tutte le case d'Italia. Fu una fortunata invenzione di Alfonso Bialetti, il cui figlio Renato rese poi famosa in tutto il mondo la caffettiera con l'uomo con i baffi. Le dimensioni variano a seconda di quanto caffè si desidera ottenere. Il caffè si misura in "tazze" o in "persone" e una moka si definisce pertanto da 1, 2, 3, 4, 6, 9, 12 o 18 persone o tazze.
La moka è formata da 5 elementi che si montano ad incastro tra loro:
- la caldaia, munita di valvola di sicurezza. Lascia una via di sfogo a gas e liquidi, qualora la pressione salisse troppo e l'acqua non riuscisse a defluire;
- il serbatoio del caffè, a forma di imbuto con piano filtrante (per questo denominato anche "filtro ad imbuto"), dove si mette la polvere di caffè torrefatto. Questo si alloggia a incastro dentro la caldaia
- il filtro (anche detto "piastrina filtro"), che trattiene la polvere del caffè ed evita che resti in sospensione nella bevanda finale;
- la guarnizione di gomma, che trattiene la piastrina in posizione ed evita la fuoriuscita laterale di acqua e vapore, alla base del serbatoio del caffè; piastrina filtro e relativa guarnizione sono montati nell'apposito alloggiamento del bricco;
- il bricco, che raccoglie la bevanda stessa e che si chiude a vite sul serbatoio dell'acqua. Questo è provvisto di cannula da cui esce il caffè che si è formato per contatto tra l'acqua bollente e la polvere. Il contenitore finale ha un beccuccio dal quale si versa la bevanda ed una maniglia per afferrare l'apparecchio.

La preparazione consiste nel versare l'acqua nella caldaia, tapparla con il filtro che viene riempito di polvere di caffè, chiudere il tutto con il corpo della caffettiera e porlo sul fuoco.
L'aria, scaldandosi, fa aumentare la pressione all'interno, e ciò comporta che l'acqua risalga verso l'alto, passando prima nel filtro dell'imbuto, filtrando nella polvere del caffè, e quindi nel filtro della piastrina (che essendo a fori molto più piccoli e fitti, impedisce ai granuli di caffè di passare nel bricco). Attraverso un beccuccio fuoriesce nel contenitore superiore. Una volta riempito il contenitore superiore, la bevanda è pronta per la degustazione.

## La caffettiera napoletana
La caffettiera napoletana (cuccumella in napoletano) è un tipo di caffettiera Inventato dal francese Morize nel 1819, si è poi diffusa in tutta Italia, utilizzata per la preparazione casalinga del caffè. A partire da circa la metà del XX secolo è stata via via sostituita dalla più moderna caffettiera moka, di più veloce e facile utilizzo.